# Кутиала
Кутиала (фр. Koutiala) — город на юго-западе Мали, в области Сикасо.

## География
Город расположен в 140 км к северу от города Сикасо и примерно в 350 км к востоку от столицы страны, города Бамако, на высоте 323 м над уровнем моря.

## Климат
| Показатель                    | Янв. | Фев. | Март | Апр. | Май  | Июнь  | Июль  | Авг.  | Сен.  | Окт. | Нояб. | Дек. | Год   |
| ----------------------------- | ---- | ---- | ---- | ---- | ---- | ----- | ----- | ----- | ----- | ---- | ----- | ---- | ----- |
| Средний суточный максимум, °C | 32,4 | 35,5 | 37,6 | 38,1 | 36,9 | 33,8  | 31,0  | 30,1  | 31,1  | 34,1 | 34,6  | 32,3 | 33,9  |
| Средняя температура, °C       | 23,0 | 25,9 | 28,9 | 31,0 | 30,7 | 28,5  | 26,4  | 25,7  | 26,2  | 27,5 | 25,5  | 23,0 | 27,1  |
| Средний суточный минимум, °C  | 13,8 | 16,8 | 21,0 | 24,7 | 25,1 | 23,3  | 22,0  | 21,7  | 21,6  | 21,6 | 17,3  | 14,3 | 20,3  |
| Норма осадков, мм             | 1,1  | 0,8  | 4,0  | 23,0 | 65,1 | 126,7 | 218,0 | 241,4 | 165,2 | 45,7 | 4,2   | 1,6  | 896,8 |
| Источник:                     |      |      |      |      |      |       |       |       |       |      |       |      |       |

## Экономика
Город является хлопковой столицей Мали, однако эта отрасль находится в упадке начиная с 1980-х годов. Помимо производства хлопка, Кутиала также известна выращиванием зерновых, главным образом пшена, сорго и маиса. Кутиала — важный промышленный центр страны, здесь расположены производственные мощности таких компаний, как Compagnie malienne pour le développement du textile (CMDT), Huilerie cotonnière du Mali (HUICOMA) и некоторых других.

## Население
По данным на 2013 год численность населения города составляла 84 227 человек.
Динамика численности населения города по годам:
| 1976   | 1987   | 2013   |
| ------ | ------ | ------ |
| 27 156 | 48 698 | 84 227 |

## Известные уроженцы
- Ибрагим Бубакар Кейта — малийский политический деятель, бывший премьер-министр Мали (1994—2000). В 2013 году избран президентом страны.

## Города-побратимы
- Алансон, Франция (с 1970 года)[6]